# 福島県道48号江名常磐線
福島県道48号江名常磐線（ふくしまけんどう48ごう えなじょうばんせん）は、福島県いわき市にある県道（主要地方道）である。

## 概要

### 路線データ
- 起点：いわき市江名字蒲ヶ作
- 終点：いわき市常磐関船町字堀田
- 総延長：10.382 km[1]
  - 実延長：10.303km

いわき市の沿岸部と内陸部の常磐地区を東西に連絡する。

## 歴史
- 1959年8月31日 - 福島県によって前身となる県道常磐江名港線が県道路線に認定される[2]。
- 1982年4月1日 - 建設省告示第935号が公布され、県道常磐江名港線が主要地方道江名常磐線として指定される。
- 1983年（昭和58年）1月11日 - 福島県によって県道江名常磐線として県道路線に認定される[3]。
- 1993年（平成5年）5月11日 - 建設省から、県道江名常磐線が江名常磐線として主要地方道に指定される[4]。

## 路線状況

### 道路施設
大沢トンネル
- 全長：87.3m
- 幅員：6.5（8.5）m
- 工法：上部半断面先進工法
- 竣工：1976年3月[5]
- 施工：加地和組[6]

江名から小名浜上神白に跨る。地方道改良事業により建設された。総事業費は当時の金額で4000万円。
日吉下橋・舘下橋（三沢川）
大平橋
- 全長：27.7m
- 幅員：17.8m
- 竣工：1997年[7]

常磐関船町2丁目、字杭田に位置し、二級水系藤原川水系水野谷川を東西に渡る。橋上は上下対向2車線、および橋梁両側の交差点への右折車線の計3車線で供用されており、上下線両側に歩道が設置されている。東詰は旧国道6号と交差する常磐工番前交差点である。
関船跨線橋
- 全長：246.0m
  - 主径間：30.6m
- 幅員：6.0（11.75）m
- 形式：（4+5）径間PC連続ポステン中空床版桁橋+PCバイプレ中空床版桁橋（計10径間）
- 竣工：2003年度

常磐関船町2丁目・常磐関船町字塚ノ越から常磐関船町3丁目に跨り、JR常磐線を渡る。橋上は上下対向2車線で供用されており、下り線側に幅員3.5mの歩道が、橋梁下部には関船地下歩道が設置されている。地域の通勤通学路確保と慢性的な渋滞解消のために緊急地方道整備事業として建設された。総工費は13億3千万円。
関船橋（湯本川）

## 地理

### 通過する自治体
- 福島県
  - いわき市

### 交差する道路

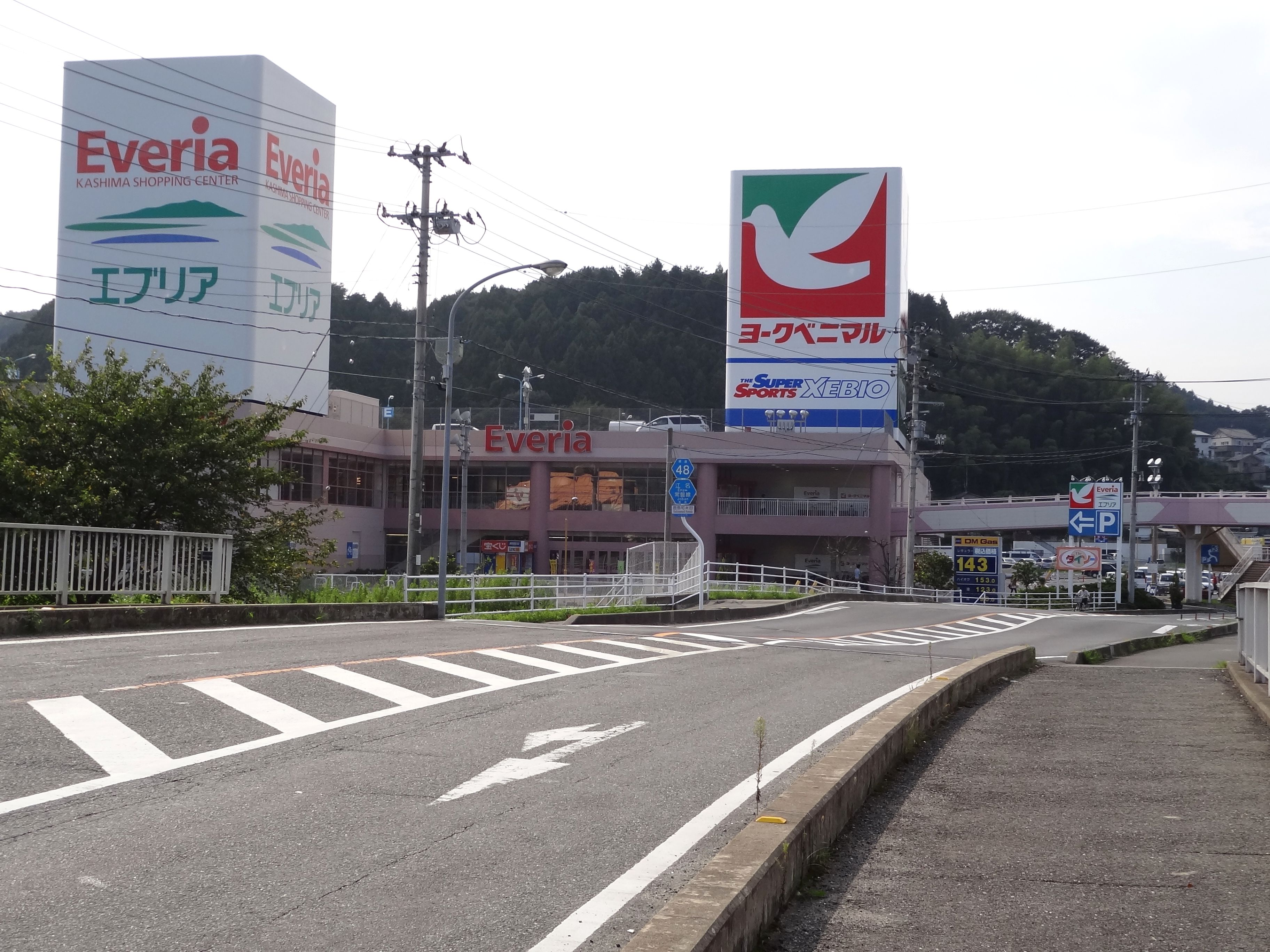
いわき市鹿島町米田付近

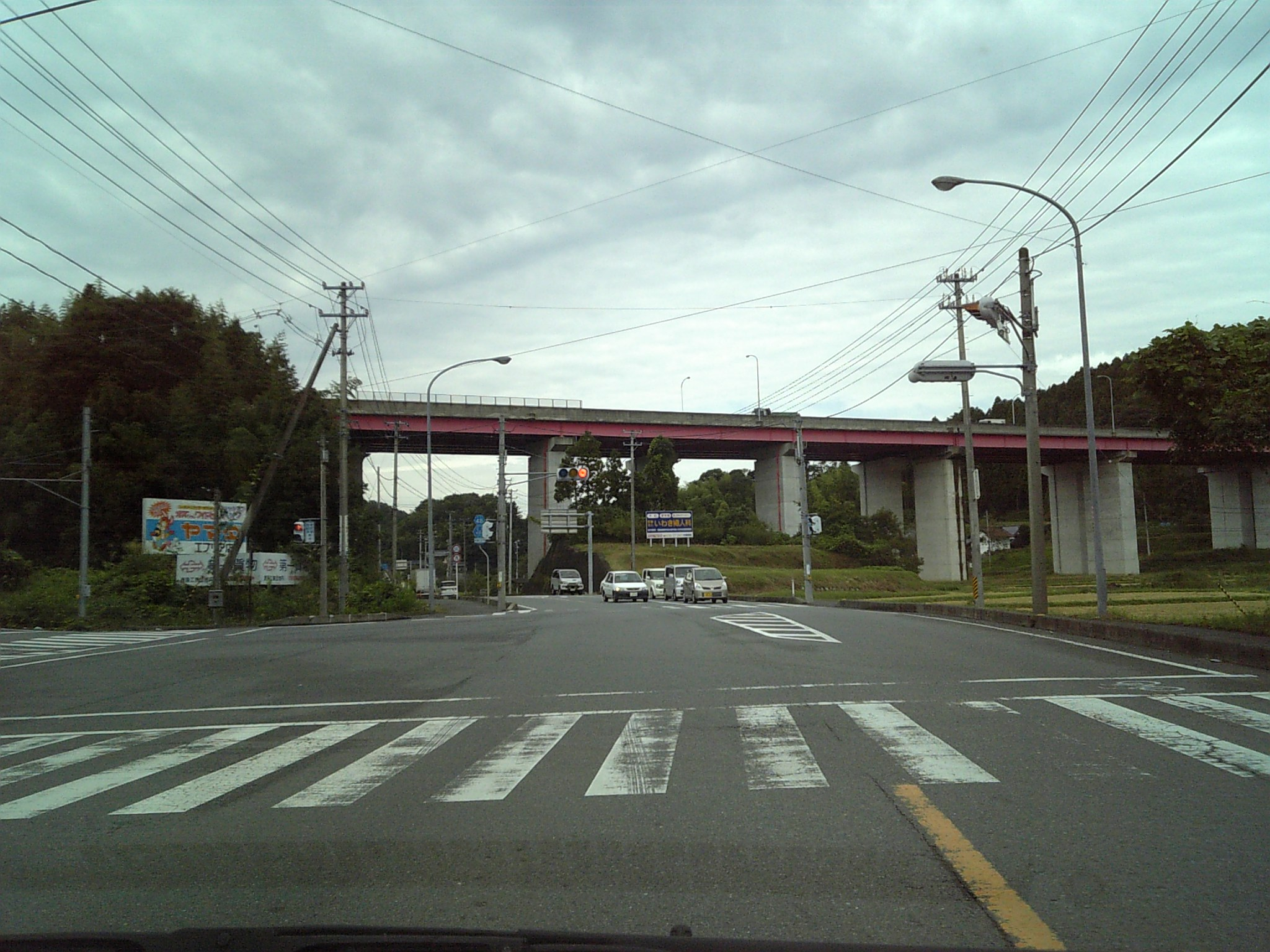
いわき市常磐三沢町付近（2007年9月）。奥に見える高架は国道6号常磐バイパス

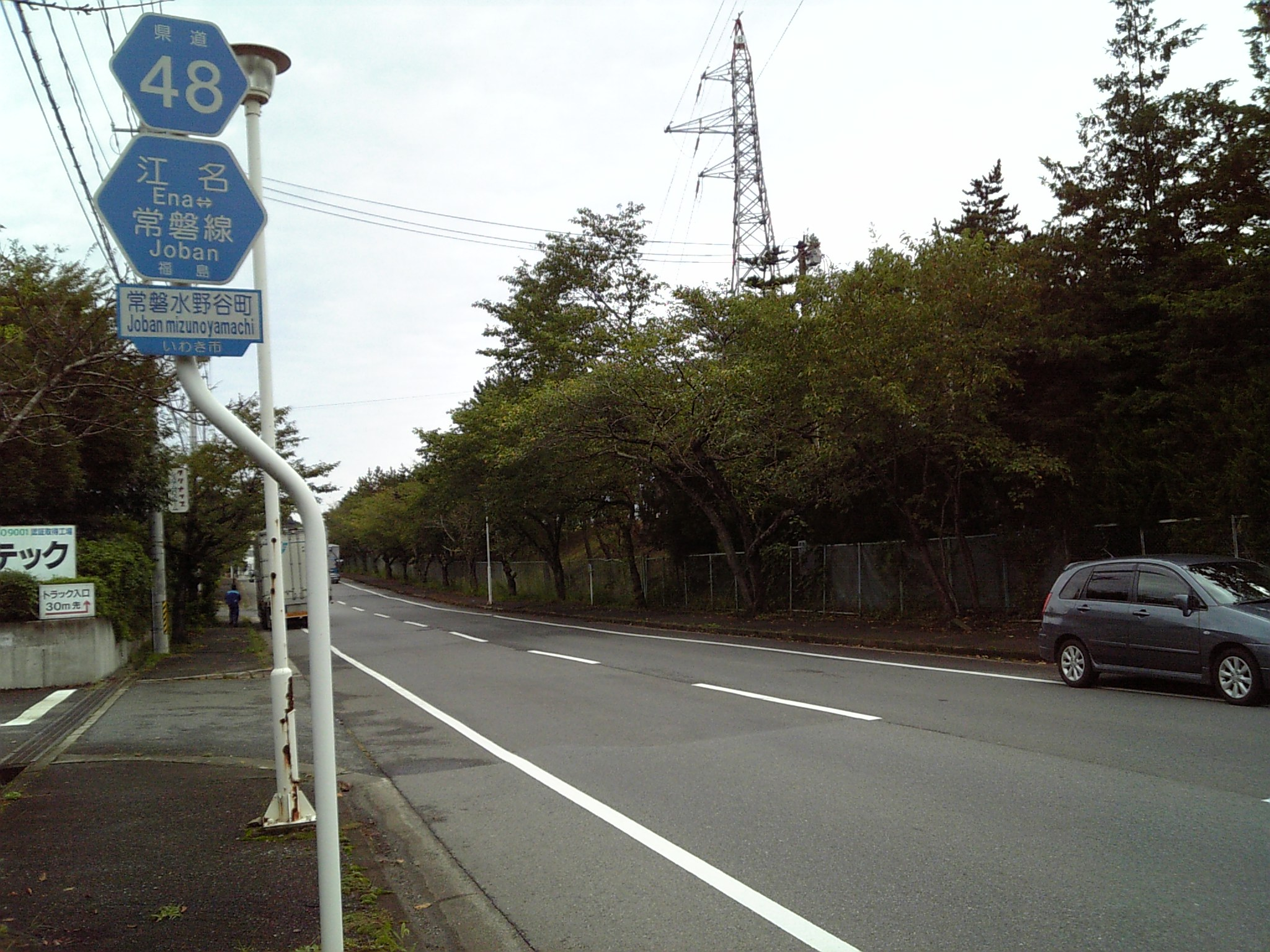
いわき市の常磐工業団地内（2007年9月）

- 福島県道15号小名浜四倉線（いわき市江名字蒲ヶ作 起点）
- 福島県道26号小名浜平線（いわき市鹿島町走熊字小神山）
- 国道6号常磐バイパス（いわき市常磐三沢町字舘下） - 国道6号が三沢大橋にて立体交差しており直接接続しておらず、鹿島町米田字四郎作にて接続する市道が取付道路としての役割を担う。
- 福島県道20号いわき上三坂小野線（福島県道66号小名浜小野線重用区間）（いわき市常磐関船町字大平（常磐交番前交差点））
- 福島県道56号常磐勿来線（いわき市常磐関船町字堀田 終点）

### 沿線
- 小名浜カントリー倶楽部
- かしま病院
- いわきエブリア
- 常磐鹿島工業団地
  - ハニーズ物流センター
  - クリナップいわき工場
  - 古河電池いわき工場
- いわき中央警察署常磐分庁舎